# François Jacolin
François Joseph Marie Jacolin MDP (ur. 25 kwietnia 1950 w Fontainebleau) – francuski duchowny katolicki, biskup Luçon od 2018.

## Życiorys
Święcenia kapłańskie otrzymał 4 kwietnia 1982 i został inkardynowany do archidiecezji Bourges. Po święceniach wstąpił do zgromadzenia Misjonarzy z La Plaine i w nim 30 września 1987 złożył profesję. Był m.in. animatorem w liceum w Châteauroux, moderatorem parafii leżących w Argenton-sur-Creuse oraz proboszczem parafii Zmartwychwstania Pańskiego w Châteauroux. W rodzinnej diecezji pełnił funkcje m.in. delegata biskupiego dla ruchów charyzmatycznych oraz wikariusza biskupiego.
16 stycznia 2007 papież Benedykt XVI mianował go ordynariuszem diecezji Mende. Sakry biskupiej udzielił mu 18 marca 2007 abp Guy Thomazeau.
29 maja 2018 papież Franciszek mianował go biskupem Luçon.